# 济南八景
济南八景是指济南旧时的八个景观。

## 锦屏春晓
位于东南城郊的龙洞景区。

## 趵突腾空
位于市内旧城西南的趵突泉公园内。

## 佛山赏菊
位于市区南部的千佛山风景区。

## 鹊华烟雨
原位于市区大明湖公园南门东侧的鹊华桥。
原址已成为普通道路路面。鹊华桥于2009年在大明湖扩建工程中异地重建。

## 汇波晚照
位于市区大明湖公园的东北角。

## 明湖泛舟
位于市区大明湖公园内。

## 白云雪霁
原址位于旧城中心珍珠泉畔的白云楼，即今珍珠泉礼堂院内。今已不存。

## 历下秋风
位于市区大明湖公园内湖中的小岛上。原址位于今五龙潭一带，后迁至大明湖南岸，清代迁至今址。